# Otto Brendel
Otto Johannes Brendel (Norimberga, 10 ottobre 1901 – New York, 8 ottobre 1973) è stato un archeologo ed etruscologo tedesco naturalizzato statunitense.

## Biografia
Nel 1928, ha ricevuto il suo dottorato di ricerca presso l'Università di Heidelberg sotto Ludwig Curtius sul tema dell'iconografia romana del periodo augusteo. Mentre era a Heidelberg, Brendel studiò con molti noti studiosi, tra cui Franz Boll, Alfred von Domaszewski, Friedrich Karl von Duhn, Richard Carl Meister, Eugen Täubler, il teorico letterario Ernst Robert Curtius, Friedrich Gundolf, Karl Jaspers e gli storici dell'arte classica Karl Lehmann e Friedrich Zimmer.  Emigrò negli Stati Uniti nel 1938.
Negli Stati Uniti, insegnò alla Washington University a St. Louis dal 1938 al 1941 e alla Indiana University dal 1941 al 1956. Dal 1949 al 1951, Brendel si trasferì presso l'American Academy di Roma. Nel 1956, divenne professore di storia dell'arte e archeologia alla Columbia University, e divenne emerito nel 1963, continuando a insegnare fino al suo pensionamento avvenuto nel giugno 1973. Morì quando aveva appena finito di scrivere il manoscritto per il volume Pelican History of Art che fu poi pubblicato postumo da Emeline Hill Richardson nel 1978.
Tra gli studenti di Brendel vi era Larissa Bonfante. Brendel sposò Maria Weigert Brendel (1902-1994) nel 1929. La figlia di Brendel, Cornelia Brendel Foss, era sposata con il compositore americano Lukas Foss.

## Opere
- (Dissertation:) Ikonographie des Kaisers Augustus. Heidelberg, 1931.
- "Prolegomena to the Study of Roman Art." Memoirs of the American Academy in Rome 21 (1953): 7-73, revised and reprinted separately as Prolegomena to the Study of Roman Art. New Haven, CT: Yale University Press, 1979.
- Etruscan Art. Pelican History of Art 43.  New York: Penguin Books, 1978, 2nd ed, New Haven:  Yale University Press, 1995. ISBN 9780300064469.
- The Visible Idea: Interpretations of Classical Art. Washington, DC:  Decatur House, 1980.
- Ikonographie des Kaisers Augustus.  1931.
- "Symbolik der Kugel." Mitteilungen des Deutschen Archaeologischen Instituts, Roemische Abteilung 51 (1936): 1-95, reprinted as Symbolism of the Sphere: a Contribution to the History of Earlier Greek philosophy.  Leiden: Brill, 1977.
- "Classicism in Roman architecture." Journal of the Society of Architectural Historians 29 (October 1970): 264.
- "Borrowings from ancient art in Titian." Art Bulletin 37 (June 1955): 113-25.